# Santa María (Santurde)
Santa María es un despoblado que actualmente forma parte del concejo de Santurde, que está situado en el municipio de Berantevilla, en la provincia de Álava, País Vasco (España).

## Historia
Hacia mediados del siglo XIX, el lugar, ya por entonces perteneciente al municipio de Berantevilla, tenía contabilizada una población de trece habitantes. Aparece descrito en el undécimo volumen del Diccionario geográfico-estadístico-histórico de España y sus posesiones de Ultramar de Pascual Madoz con las siguientes palabras:

MARIA (Sta.): v. del ayunt. de Berantevilla, prov. de Alava, part. jud. de Añana (4 leg.), c. g. de las Provincias Vascongadas (á Vitoria 5), aud. terr. de Burgos, dióc. de Calahorra (16): sit. en alto, disfruta de clima sano pero frio: tiene 2 casas; igl. parr. (la Asuncion) servida por un cura beneficiado con título perpetuo de nombramiento del diocesano, y varias fuentes de buenas aguas. El térm. confina N. Caricedo (part. jud. de Miranda de Ebro); E. Villanueva y Talavera (el mismo part.); S. Tobera y Santurde, y O. Mijancas. El terreno es de mediana caliadd y le baña un arroyo que viene de Villanueva. caminos: locales. El correo se recibe de Miranda de Ebro por balijero. prod.: trigo, cebada y avena; hay caza de perdices y pesca de anguilas. pobl.: 2 vec. 13 alm. riqueza y contr. con su ayunt. (V.)
(Madoz, 1848, p. 225)

Quedó despoblado a mediados del siglo XX, cuando formaba parte del concejo de Tobera.